# Villedieu-le-Château
Villedieu-le-Château är en kommun i departementet Loir-et-Cher i regionen Centre-Val de Loire i de centrala delarna av Frankrike. Kommunen ligger i kantonen Montoire-sur-le-Loir som tillhör arrondissementet Vendôme. År 2022 hade Villedieu-le-Château 384 invånare.

## Befolkningsutveckling
Antalet invånare i kommunen Villedieu-le-Château
| Referens: INSEE |